# ALG2
Alfa-1,3/1,6-manoziltransferaza ALG2 je enzim koji je kodiran ALG2 genom. Mutacije u ljudskom genu su povezane sa urođenim defektima u glikozilaciji. Protein kodiran genom ALG2 pripada dvema klasama enzima: GDP-Man:Man1GlcNAc2-PP-dolihol alfa-1,3-manoziltransferaza (EC 2.4.1.132) i GDP-Man:Man2GlcNAc2-PP-dolihol alfa-1,6-manoziltransferaza (EC 2.4.1.257).

## Funkcija
Ovaj gen kodira člana porodice glikoziltransferaze 1. Kodirani protein deluje kao alfa 1,3 manoziltransferaza, manozilirajući Man(2)GlcNAc(2)-dolihol difosfat i Man(1)GlcNAc(2)-dolihol difosfat da bi se formirao Man(3)GlcNAc(2)-dolihol difosfat. Defekti ovog gena su povezani sa urođenim poremećajem glikozilacije tipa Ih (CDG-Ii).

## Interakcije
Pokazano je da ALG2 formira interakcije sa ANXA7 and ANXA11.

## Literatura
- Jaeken J (2005). „Congenital disorders of glycosylation (CDG): update and new developments”. Journal of Inherited Metabolic Disease. 27 (3): 423—6. PMID 15272470. S2CID 7608163. doi:10.1023/B:BOLI.0000031221.44647.9e.
- Jaeken J, Carchon H (август 2004). „Congenital disorders of glycosylation: a booming chapter of pediatrics”. Current Opinion in Pediatrics. 16 (4): 434—9. PMID 15273506. doi:10.1097/01.mop.0000133636.56790.4a.
- Satoh H, Shibata H, Nakano Y, Kitaura Y, Maki M (март 2002). „ALG-2 interacts with the amino-terminal domain of annexin XI in a Ca(2+)-dependent manner”. Biochemical and Biophysical Research Communications. 291 (5): 1166—72. PMID 11883939. doi:10.1006/bbrc.2002.6600. NB ALG-2 is NOT the protein product of the ALG2 gene.
- Satoh H, Nakano Y, Shibata H, Maki M (новембар 2002). „The penta-EF-hand domain of ALG-2 interacts with amino-terminal domains of both annexin VII and annexin XI in a Ca2+-dependent manner”. Biochimica et Biophysica Acta (BBA) - Proteins and Proteomics. 1600 (1–2): 61—7. PMID 12445460. doi:10.1016/S1570-9639(02)00445-4. NB ALG-2 is NOT the protein product of the ALG2 gene.
- Hansen C, Tarabykina S, la Cour JM, Lollike K, Berchtold MW (јун 2003). „The PEF family proteins sorcin and grancalcin interact in vivo and in vitro”. FEBS Letters. 545 (2–3): 151—4. PMID 12804766. S2CID 42572647. doi:10.1016/S0014-5793(03)00518-0.
- Shibata H, Yamada K, Mizuno T, Yorikawa C, Takahashi H, Satoh H, Kitaura Y, Maki M (јануар 2004). „The penta-EF-hand protein ALG-2 interacts with a region containing PxY repeats in Alix/AIP1, which is required for the subcellular punctate distribution of the amino-terminal truncation form of Alix/AIP1”. Journal of Biochemistry. 135 (1): 117—28. PMID 14999017. doi:10.1093/jb/mvh014. NB ALG-2 is NOT the protein product of the ALG2 gene.
- Katoh K, Suzuki H, Terasawa Y, Mizuno T, Yasuda J, Shibata H, Maki M (новембар 2005). „The penta-EF-hand protein ALG-2 interacts directly with the ESCRT-I component TSG101, and Ca2+-dependently co-localizes to aberrant endosomes with dominant-negative AAA ATPase SKD1/Vps4B”. The Biochemical Journal. 391 (Pt 3): 677—85. PMC 1276969 . PMID 16004603. doi:10.1042/BJ20050398. NB ALG-2 is NOT the protein product of the ALG2 gene.
- Otsuki T, Ota T, Nishikawa T, Hayashi K, Suzuki Y, Yamamoto J, Wakamatsu A, Kimura K, Sakamoto K, Hatano N, Kawai Y, Ishii S, Saito K, Kojima S, Sugiyama T, Ono T, Okano K, Yoshikawa Y, Aotsuka S, Sasaki N, Hattori A, Okumura K, Nagai K, Sugano S, Isogai T (2007). „Signal sequence and keyword trap in silico for selection of full-length human cDNAs encoding secretion or membrane proteins from oligo-capped cDNA libraries”. DNA Research. 12 (2): 117—26. PMID 16303743. doi:10.1093/dnares/12.2.117 .
- Draeby I, Woods YL, la Cour JM, Mollerup J, Bourdon JC, Berchtold MW (новембар 2007). „The calcium binding protein ALG-2 binds and stabilizes Scotin, a p53-inducible gene product localized at the endoplasmic reticulum membrane”. Archives of Biochemistry and Biophysics. 467 (1): 87—94. PMC 2691584 . PMID 17889823. doi:10.1016/j.abb.2007.07.028. NB ALG-2 is NOT the protein product of the ALG2 gene.

## Spoljašnje veze
- GeneReviews/NCBI/NIH/UW entry on Congenital Disorders of Glycosylation Overview
- Human ALG2 genome location and ALG2 gene details page  in the UCSC Genome Browser.